# Robertstown

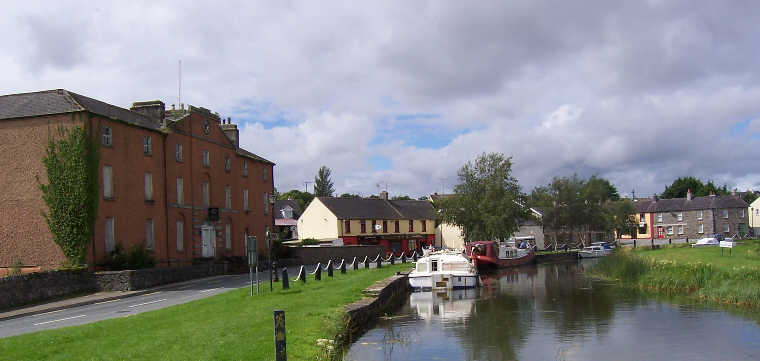
Grand Canal und Hotelgebäude

Robertstown (irisch Baile Riobaird) im County Kildare in der Republik Irland ist ein Dorf, das seine Existenz dem Bau des Grand Canals und dem Zweigkanal zum River Barrow verdankt.
Bei der Volkszählung 2022 lebten hier 771 Menschen, was einen großen Zuwachs gegenüber 1996 darstellt, als die Einwohnerzahl bei 206 lag.
Der Bau des Grand Canals, der Dublin mit dem Shannon verbindet, wurde 1773 begonnen. Bei Robertstown liegt der höchste Punkt des Kanals. Bereits bevor der Shannon erreicht war, wurde 1783 hier eine Abzweigung gebaut, die als Barrow–Linie bekannt ist. Diese erreicht den Barrow in Monasterevin 1785. Ein erstes Stück des Barrow–Kanals, als Old Barrow Line bekannt, bereitete wegen des Moores Schwierigkeiten. Daher wurde wenige hundert Meter weiter westlich ein ca. 3 km langes neues Kanalstück gebaut.
Entlang des Grand Canals wurden einige Hotels gebaut, so auch 1801 eines in Robertstown. Mit dem Zurückgehen der Passagiere auf dem Kanal wurde es Mitte der 1850er Jahre aufgegeben. Es hatte danach verschiedene Verwendungen, so auch als Polizeikaserne. Westlich von Robertstown liegt der Flugplatz Allenwood Airstrip.